# Jim Clark
James "Jim" Clark Jr. OBE (4. marts 1936–7. april 1968) var en skotsk racerkører. Han vandt Formel 1-mesterskabet i 1963 og 1965. Han er blevet tildelt Order of the British Empire.[kilde mangler]